# Ayaka's History 2006-2009
《ayaka's History 2006-2009》는 아야카가 2009년 9월 23일에 발매한 첫 번째 베스트 음반이다. 통상판인 CD버전과 두 가지 한정판(2CD+사진집, 2CD+DVD) 총 세 가지 버전으로 발매됐다.

## 수록곡
Disc 1에는 고부쿠로와 협업 싱글 2곡을 포함한 이제까지 발매한 모든 싱글이 수록돼 있다. DVD에는 싱글의 뮤직 비디오와 공연 · 이번 음반 표지 촬영 다큐먼터리 영상이 수록되어 있다.

### Disc 1
1. I believe
2. melody
3. Real Voice
4. 미카즈키
5. WINDING ROAD (아야카×고부쿠로)
6. Jewelry Day
7. CLAP & LOVE
8. Why
9. For Today
10. 테오 쓰나이데
11. 아이오 우타오
12. 오카에리
13. 아나타토 (아야카×고부쿠로)
14. 유메오 미카타니
15. 고이코가레타 미타 유메
16. 민나 소라노 시타

### Disc 2
1. 유메노 카케라
2. 블루 데이즈
3. Sky
4. Peace loving people
5. POWER OF MUSIC
6. 곤야모 호시니 다카레테
7. 굿 나잇 베이비
8. Start to 0
9. 기미가 이루카라
10. 아리가토
11. 민나 소라노 시타 (Piano Ver.) (보너스 트랙)

### DVD
1. I believe
2. melody
3. Real Voice
4. 미카즈키
5. Jewelry Day
6. WINDING ROAD
7. CLAP & LOVE
8. For Today
9. 테오 쓰나이데
10. 오카에리
11. 아나타토
12. 유메오 미카타니
13. 민나 소라노 시타
14. 다큐멘터리 영상

## 차트 순위
| 오리콘 | 최고순위 | 판매량  | 총판매량 | 등장횟수 |
| ------ | -------- | ------- | -------- | -------- |
| 일간   | 1        | 47,000  | 936,138  | 74주     |
| 주간   | 1        | 348,013 | 936,138  | 74주     |
| 월간   | 3        | 348,013 | 936,138  | 74주     |
| 연간   |          |         | 936,138  | 74주     |